# Мінраза
Мінраза (*бірм. မင်းရာဇာ; 1480 — 1514) — 8-й володар М'яу-У в 1502—1513 роках. У бенгальців  відомий як Ільяс-шах.

## Життєпис
Син Салінгату. Народився 1480 року. 1494 року його батько посів трон держави, а Мінраза став офіційним спадкоємцем. Спадкував трон 1502 року. Згідно з араканськими хроніками, він нібито абсолютно не зацікавлений в управлінні країною, за винятком його щорічних поїздок на полювання на слонів у регіон Тхандве. Він навіть тримався подалі від столиці Мраук-У, переїхавши до старої столиці Ветшалі в 1510 році. Цьому протирічать інші факти.
1509 року Мінраза підтримав Дган'ю Манік'ю, магараджу держави твіпра, у протистоянні з бенгальським султаном Хусейн-шахом. Завдяки цьому вдалося тривалий час стримувати просування бенгальських військ. Також ймовірно з цим пов'язано перенесення резиденції до Ветшалі. Проте 1513 року війська Мінрази зазнали поразки від бенгальців під орудою Парагал-хана, що захопив порт Читтагонг. Ця поразка спричина повстання племен тет (вдомих також як шаку).
Невдачі спровокували заколот знаті, внаслідок чого Мінразу було повалено. Влада перейшла до його сина Ґазапаті. 1514 року за допомоги своєї головної дружини Со Туби намагався повернути трон, але змову було викрито й колишнього правителя страчено.